# DanceDanceRevolution X2
Dance Dance Revolution X2, abreviado DDR X2 o simplemente X2 es la 12.ª implementación arcade de la serie Dance Dance Revolution, creada por Konami en 2010. Tiene su contraparte de consola norteamericana llamada DDR X2 CS creada el 2009. Debido a los problemas (como no poder entrar a la pantalla de entrada con la tarjeta, por ejemplo) en los lanzamientos arcade de norteamerican de DDR X, un mueble actualizado utiliza X2. Se utilizó el versionado JDX:X:X:A:YYYYMMDD00, donde J corresponde al idioma, X corresponde al tipo del mueble y YYYYMMDD corresponde a la fecha del parche de actualización estable.

## Características (solo para arcade)
Pros:
- Es el 1.ª arcade DDR en soportar tarjetas Paseli para inserción de créditos. El N.º en pantalla indica cuánto dinero se tiene en la tarjeta, dicho dinero se muestra en * (asterisco) durante la jugabilidad.
- Coverflow: usa fondos, inicialmente a 256x256 px, y no banners, para facilitar la elección de música y cursos. Estos fondos cuadrados son conocidos como Jackets o carátulas. Implementada en DDR Universe 3 para Xbox 360.
- Modos Happy y Pro: El Modo Happy contiene una lista reducida de canciones de esta entrega, y las dificultades Beginner y Basic. No trae el Groove radar. El Modo Pro contiene más de 400 canciones y el Groove Radar a la izquierda de las dificultades.
- Se elimina el modo batalla en la versión arcade.
- 1.ª arcade en participar del campeonato de arcades de Konami KAC (Konami Arcade Championship, por sus iniciales en inglés), en su versión 2011.
- Pasos Boo es revertido a Miss y es adjuntado con pasos Almost (que se elimina por completo), Mina/Shock Arrow pisada y NG.
- Hidden+ y Sudden+ se agregan a las opciones de apariencia que fuerzan a desaparecer o aparecer repentinamente.
- Velocidad: solo las arcades Widescreen se puede elegir velocidad con las flechas arriba y abajo en vez de entrar a opciones.
- Una nueva opción "Risky", fue añadido para cambiar entre la barra (Risky off) y la batería challenge. Si se activa, sólo se jugará con una vida y en caso de estar desactivado, se jugará con la barra de energía normal. En caso de perder la vida (Risky on) obteniendo Good o peor (o N.G), en las primeras etapas, falla la canción inmediatamente, dando paso a la pantalla de resultados con una letra E y enviando a la siguiente canción. En caso del Final Stage (o Extra Stages), el juego se pierde. No es posible usar Risky en modo Versus, en Drill course o en cursos.
- PASELI: Se implementa el nuevo sistema de monedero electrónico llamado PASELI. Si un jugador usa PASELI en vez de fichas, se activan las opciones prémium, que no están incluidas en jugadores con cuenta normal o sin tarjeta. Req. e-Amusement.

Contras:
- En las versiones americanas, se observa un lag bastante particular al jugar en modo versus, este radica en el hecho de que en ciertas canciones y en ciertos momentos, las flechas sufren un pequeño efecto de freno de fps (drift), aunque esto no afecta el timming de la canción, se presenta con frecuencia y algunos jugadores han manifestado que es algo molesto.

### Dificultades cambiadas
Algunas canciones provenientes de entregas anteriores fueron cambiadas sus dificultades (como en el caso de 零-ZERO-, en donde la dificultad Double-EXPERT era de 11 fue cambiada a 13).

### Personajes
Todos los personajes regresarón con nuevos trajes (y formas para los Zukin y Concent). Solo los portadores de la tarjeta e-AMUSEMENT puede personalizar a estos personajes. Se Agrega Rinon en esta entrega, Pix, del DDR Supernova y Rena, de DDR de Wii, además de 7 trajes para Rinon, cada una por canción de Replicant-D-Action. Esta es la lista actual:
- Afro
- Alice
- Baby-Lon
- Bonnie
- Emi
- Geisha-Zukin
- Gus
- Jenny
- Julio
- PiX (Del DDR Supernova)
- Rage
- Rena (De la serie DDR de Wii(*))
- Rinon (Nuevo)
- Ruby
- Victory-Concent
- Yuni
- Zero

(*): involucra todas las versiones de DDR de Wii: Hottest party, Full Full Party, Music Fit, DDR(Wii) y DDR II
Dichos personajes se repiten en las secuelas arcade y en las versiones caseras extranjeras.

### Videos exclusivos
Todas las canciones con videos exclusivos corren a 60 FPS, pero algunas canciones de la carpeta de esta entrega y de sus secuelas son sobrepuestas por escenarios de personajes. Además, los videos se muestran detrás de los personajes (como en el caso de Mei, que se transluce el video con el escenario) en vez de a pantalla completa (como en las entregas pasadas), esto debido a los efectos visuales de algunos videos (la mayoría provenientes de DDR EXTREME), que podrían haber afectado el normal desempeño del juego, aún utilizando el Screen Filter. En los Arcades X, los videos anteriores a X2 son, o ajustados al tamaño de la pantalla (Estilo X) o centrados sin estirarse (Estilo Supernova 2), esto para evitar la pérdida de calidad. Para los videos de los temas provenientes de otras entregas Bemani (a excepción de Mei, Leaving..., Vanessa y Yellow Candy), se optó por centrar los videos, a excepción de Drop, el cual fue grabado desde su creación en calidad HD. En las versiones caseras que utilizaron una de las carpetas X2 o X3, se optarón por usar escenarios normales o videos a pantalla completa. En DDR 2013, se eliminaron temporalmente los videos traslucidos debido a fallas técnicas, volviendo a ponerlas más tarde.

### Escenarios
- Se agregaron nuevos escenarios: Light Boom, Club y Cyber.
- Se modificaron los siguientes escenarios:
  - Boom Boom Boom: ya no se muestra el ecualizador debajo del escenario.
  - Crystalstadium: ya no cambia de color, mostrando una apariencia más helada.
  - Dancing Rays: se eliminó las estrellas de la bola disco.
  - Love Sweets: se eliminó el logo del aniversario 10 de DDR.
  - Dark Boom: el muro de ecualizador perdió muchas partes, teniendo un aspecto más oscuro.
- Se eliminó el escenario Capture Me.
- Para los escenarios con video, se agregaron VIDEO WHITE, VIDEO BLACK, BIG SCREEN y los tres colores RDA (celeste, violeta y rosa).

## Extra Stages
A diferencia de los Extra Stages de entregas anteriores, ya no necesita las canciones Boss para ingresar a Extra Stage, solo requiere AA en todas las etapas (MAX: 5), pero, para desbloquear Kimono Princess, el N.º de niveles que pide usando la suma de niveles de dificultad y N.º de etapas totales por ficha son:
| N.º de etapas | Dificultades          | Dificultades          | Dificultades | Dificultades |
| N.º de etapas | Beginner              | Basic                 | Difficult    | Expert       |
| N.º de etapas | En Double, solo Basic | En Double, solo Basic | Difficult    | Expert       |
| ------------- | --------------------- | --------------------- | ------------ | ------------ |
| 2 etapas      | MAX: 12               | 13 a 18               | 19 a 26      | 27 o +       |
| 3 etapas      | MAX: 18               | 19 a 27               | 28 a 39      | 40 o +       |
| 4 etapas      | MAX: 24               | 25 a 36               | 37 a 52      | 53 o +       |
| 5 etapas      | MAX: 30               | 31 a 45               | 46 a 65      | 66 o +       |

Desde esta entrega usa batería challenge, que solo está bloqueado a 4 vidas. La elección de canción, dificultad y opciones en Extra Stage es posible.
Encore Extra: Es revertido a la era de DDRMAX, pero se puede elegir las opciones (las canciones RDA como Encore Extra no), al completar con AA en Expert, se desbloquea para la dificultad EXPERT y forzado a RISKY, Roppongi EVOLVED (req. Kimono Princess), en donde la versión es elegida aleatoriamente.

## Replicant-D-Action
Replicant-D-Action es una carpeta terminal. Al entrar a esta carpeta, la interfaz cambia a rosada y es imposible salir de ella. Al menos que intervenga el operador, que actualizara la arcade a su última versión o que el jugador use la clave de desbloqueo MAX, completando ciertos requisitos, se desbloquea una canción de esta carpeta:
- Pierce The Sky: 20 canciones de la carpeta X2.
- Sakura Sunrise: 2 canciones por carpeta (24 en total).
- Shiny World: 6 cursos y 1 Drill Course.
- POSSESSION: registrar 100 dificultades en challenge, más AA en Pierce The Sky y Sakura Sunrise en la misma dificultad.
- New Decade: 15 Full Combos en distintas dificultades (no necesariamente una canción distinta), más AA en Shiny World y Sakura Sunrise en la misma dificultad.
- Anti-Matter: Entrando al modo Trial 3 veces, más AA en Shiny World y Pierce The Sky en la misma dificultad.
- Valkyrie Dimension: 6 canciones anteriores. Solo está disponible como ENCORE EXTRA.

Req. e-AMUSEMENT. Debido a que el evento ha finalizado, todas las canciones fueron movidas a la carpeta principal, dejando esta carpeta inaccesible, y se agregó antes de que termine el evento el curso Vs. Replicant, en donde solo está estas 7 canciones.

## Música
Hay más de 443 canciones en total, 79 para esta entrega y sin contar las canciones retiradas y divididas. Se retiran 17 licencias de Supernova 1 (exc. La bamba y Golden Sky) y 9 de Supernova 2 (Exc. Angelus que se retira en X3, Switch y Stealth), Sunkiss Drop (Solo la versión de Jun), los X-Mixes, el tutorial y 5 originales de DDR Extreme. Regresa 3 canciones de vuelta a la carpeta de Supernova y 6 canciones de DDR Extreme de vuelta a sus respectivas carpetas. No se eliminan los X-Edits ni los X-specials. Solo hay 7 canciones en chino para su publicación en Asia, y usando el mismo método de Sunkiss Drop para las demás arcade. Al igual que X2 CS y otras entregas de consolas de 2009, se seleccionarón 14 canciones (Solo Roppongi EVOLVED está como Encore Extra y su versión D para esta arcade). Hay una carpeta secreta llamada Replicant-D-Action jugada como Extra Stage que consta de 7 canciones. Canciones con negrita fueron bloqueadas con anterioridad aunque ahora, se pueden usar para partida regular. Canciones con claqueta contiene video con o sin translucir con el escenario. Cabe destacara que los temas Theory of Eternity y I'm so Happy no se encuentran disponibles en las versiones Americana y Europea, esto debido a que la compilación de los HDD de ambas versiones fue realizada antes de ser lanzado el Append Festival. Además en estas versiones, la dificultad Challenge de Delta Max no está disponible.
| Canciones | Artistas                                          | Notas |
| Licenciadas (16 en total) | Licenciadas (16 en total)                         | Licenciadas (16 en total) |
| --- | ------------------------------------------------- | --- |
| "more more more" | capsule                                           | del álbum More! More! More!                                                                                                  |
| "Only my Railgun" | fripSide                                          | opening del anime Toaru Kagaku no Railgun                                                                                    |
| "Super Driver" | 平野綾                                            | opening del anime The Melancholy of Haruhi Suzumiya                                                                          |
| "Hide-away" | AAA                                               | del álbum Heartful |
| "EZ DO DANCE" | TRF                                               | desarrollado como álbum autotitulado del grupo de 1993                                                                       |
| "Be Your Wings" | GIRL NEXT DOOR                                    | del álbum Next Future |
| "resonance" | NAOKI-EX                                          | de Dance Dance Revolution Full Full Party (JP Wii) cover del opening del anime "Soul Eater"                                  |
| "SUPER EUROBEAT (Gold Mix)" | DAVE RODGERS feat. FUTURA                         | de Super Eurobeat Vol. 201                                                                                                   |
| "Tenshi" | Gouryella                                         | de la serie de álbumes de Avex titulado Cyber Trance                                                                         |
| "Time After Time" | Novaspace                                         | de la serie de álbumes de Avex titulado Cyber Trance                                                                         |
| "Ice Ice Baby" | Vanilla Ice                                       | del álbum To The Extreme |
| "Daft Punk Is Playing At My House" | LCD Soundsystem                                   | desarrollado como álbum auto-titulado de la banda de 2005                                                                    |
| "ETERNITY" | ALEKY                                             | de Super Eurobeat Vol. 199                                                                                                   |
| "Everytime We Touch" | Cascada                                           | del álbum auto-titulado Everytime We Touch de Dancemania TREASURE                                                            |
| "Feel Good Inc." | Gorillaz                                          | del álbum Demon Days |
| "Bonafied Lovin'" | Chromeo                                           | del álbum Fancy Footwork |
| Nuevamente revividas de Dancemania (5 en total) 4 X-edits                                                                             |                                                   | |
| "HERO" | Papaya                                            | X-edit de Dance Dance Revolution 2ndMix Usa el mismo corte que Dance Dance Revolution X (consola norteamericana)             |
| "Dam Dariram" | Joga                                              | X-edit de Dance Dance Revolution 3rdMix                                                                                      |
| "IF YOU WERE HERE" | JENNIFER                                          | X-edit de Dance Dance Revolution 2ndMix                                                                                      |
| "IF YOU WERE HERE(L.E.D.-G STYLE REMIX)"                                                                                              | JENNIFER                                          | Remix Exclusivo |
| "Captain Jack (GRANDALE REMIX)" | Captain Jack                                      | X-edit de Dance Dance Revolution 3rdMix                                                                                      |
| Originales de Konami (24 en Total) |                                                   | |
| "someday..." | 杏野はるな                                        | Nueva Original de Konami |
| "☆shining☆" | ピンクターボ                                      | Nueva Original de Konami (Cover se la canción de Riyu Kosaka y Noria, proveniente de Pop'n Music 9)                          |
| "ALL MY LOVE" | kors k feat.ЯIRE                                  | Nueva Original de Konami |
| "CG Project" | Latenighters                                      | Nueva Original de Konami |
| "Sky Is The Limit" | Sota F. feat. ANNA                                | Nueva Original de Konami |
| "Decade" | kors k VS. dj TAKA                                | Nueva Original de Konami (Presentado en el álbum de kors k titulado "Ways for Liberation")                                   |
| "WH1TE RO5E" | Y&Co.                                             | Nueva Original de Konami |
| "Poseidon (kors k mix)" | NAOKI Underground                                 | representa Neptuno Remix Exclusivo                                                                                           |
| "KISS KISS KISS -秋葉工房 mix-" (KISS KISS KISS -Akiba Kobo mix-)                                                                     | Remixed by DJ Command (Remezclado por DJ COMMAND) | Remix Exclusivo |
| "Theory of Eternity" | TAG                                               | Nueva Original de Konami Canción promocional de jubeat knit APPEND FESTIVAL                                                  |
| "A Brighter Day" | NAOKI feat. Aleisha G.                            | de DDR S+ |
| "Shine" | TOMOSUKE feat. Adreana                            | de la serie DDR 2009(*) |
| "Heatstroke" | TAG feat. Angie Lee                               | de la serie DDR 2009 |
| "Sacred Oath" | TЁЯRA                                             | de la serie DDR 2009 |
| "You Are A Star" | NAOKI feat. Anna Kaelin                           | de la serie DDR 2009 |
| "Taking It To The Sky" | U1 feat. Tammy S Hansen                           | de la serie DDR 2009 |
| "Gotta Dance" | NAOKI feat.Aleisha G                              | de la serie DDR 2009 |
| "What Will Come Of Me" | Black Rose Garden                                 | de la serie DDR 2009 |
| "Freeze" | nc ft. NRG Factory                                | de la serie DDR 2009 |
| "THIS NIGHT" | jun feat. Sonnet                                  | de la serie DDR 2009 |
| "Crazy Control" | D-crew with VAL TIATIA                            | de la serie DDR 2009 |
| "La Receta" | Carlos Coco Garcia                                | de la serie DDR 2009 |
| "La libertad" | Cherryl Horrocks                                  | de la serie DDR 2009 |
| "Love Again" | NM feat. Mr. E                                    | de la serie DDR 2009 |
| DDR Home Versions (11 en total) Título de referencia: versiones caseras.                                                              |                                                   | |
| "oarfish" | kors k                                            | de DDR Universe 3 (contenido de descarga de Xbox Live)                                                                       |
| "ΔMAX" (escrito en griego) (Delta MAX)                                                                                                | DM Ashura                                         | de DDR Universe 3 Challenge solo disponible en la entrega japonesa.                                                          |
| "in love wit you" | Kotaro feat. Aya                                  | de DDR X (consola japonesa)                                                                                                  |
| "real-high-SPEED" | Makoto feat. SK                                   | de DDR X (consola japonesa)                                                                                                  |
| "Dummy" | RAM                                               | de DDR Universe 3 |
| "Your Angel" | DM Ashura feat. kors k                            | de DDR Universe 3 |
| "sakura storm" | Ryu☆                                              | de DDR Universe 3 |
| "888" | DJ TECHNORCH                                      | de DDR Universe 3 |
| "dirty digital" | kors k                                            | de DDR Universe 3 |
| "aftershock!!" | DM Ashura                                         | de DDR Universe 3 |
| "Pluto the First" | WHITE WALL                                        | representa Plutón de Dance Dance Revolution Hottest Party (JP Wii)                                                           |
| Crossovers de BEMANI (18 en Total) |                                                   | |
| "Dazzlin' Darlin" | HHH                                               | de Beatmania IIDX 15: DJ Troopers                                                                                            |
| "Dazzlin' Darlin -秋葉工房 mix-" (Dazzlin' Darlin -Akiba Kobo mix-)                                                                   | Remixed by DJ Command (Remezclado por DJ COMMAND) | de Beatmania IIDX 17: Sirius                                                                                                 |
| "smooooch ・∀・" | kors k                                            | de Beatmania IIDX 16: Empress                                                                                                |
| "Second Heaven" | Ryu☆                                              | de Beatmania IIDX 14: IIDXGold                                                                                               |
| "She is my wife" | SUPER STAR 満-MITSURU-                            | de Beatmania IIDX 17: Sirius                                                                                                 |
| "不沈艦 CANDY" (Fuchinkan Candy) (Yellow Candy)                                                                                       | Risk Junk                                         | de Beatmania IIDX 16: Empress                                                                                                |
| "FIRE FIRE" | StripE                                            | de Beatmania IIDX 14: IIDXGold                                                                                               |
| "DROP" | dj TAKA feat. Kanako Hoshino                      | de Beatmania IIDX 17: Sirius                                                                                                 |
| "GOLD RUSH" | DJ Yoshitaka feat. Michael a la Mode              | Dividida en 3 versiones: la original IIDX, la versión DDR de consola y la versión DDR arcade. de Beatmania IIDX 14: IIDXGold |
| "going up" | colors                                            | de GuitarFreaks y DrumMania V                                                                                                |
| "BALLAD THE FEATHERS" | SHIN SOUND DESIGN feat. Naomi Koizumi             | de Beatmania IIDX 13: Distorted                                                                                              |
| "Leaving..." | seiya murai meets "eimy"                          | de Beatmania IIDX 13: Distorted                                                                                              |
| "Melody Life" | Noria                                             | de Beatmania IIDX 13: Distorted                                                                                              |
| "MAX LOVE" | DJ Yoshitaka feat. 星野奏子                       | de Beatmania IIDX 15: DJ Troopers                                                                                            |
| "VANESSA" | 朱雀                                              | de Beatmania IIDX 14: IIDXGold                                                                                               |
| "ZETA ~素数の世界と超越者~" (ZETA ~soshuu no sekai to chouetsu sha~) (ZETA ~The World of Prime Numbers and the Transcendental Being~) | Zektbach                                          | Tiene su versión larga en DDR II de Wii de Pop'n Music 15: Adventure                                                         |
| "冥" (Mei) | Amuro vs. Killer                                  | de Beatmania IIDX 12: Happy Sky                                                                                              |
| "I'm So Happy" | Ryu☆                                              | de Jubeat Knit como parte de Jubeat Knit APPEND FESTIVAL                                                                     |
| Canciones Chinas (7 en total) |                                                   | |
| "不帅之歌" (título chino) (iFUTURELIST(DDR VERSION))                                                                                  | 王砾鹏                                            | de Dance Dance Revolution Strike                                                                                             |
| "虹色" | DJ YOSHITAKA feat.罗斓                            | de Pop'n Music 13: Carnival                                                                                                  |
| "功夫LOVE" (título chino) (MAX LOVE)                                                                                                  | DJ YOSHITAKA feat.張瑶                            | de Beatmania IIDX 15: DJ Troopers                                                                                            |
| "Leaving..." | seiya murai                                       | de Beatmania IIDX 13: Distorted                                                                                              |
| "going up" | 色彩乃夢                                          | de GuitarFreaks y DrumMania V                                                                                                |
| "羽之谣" (título chino) (BALLAD THE FEATHERS)                                                                                         | SHIN SOUND DESIGN feat.罗斓                       | de Beatmania IIDX 13: DistorteD                                                                                              |
| "Melody Life" | 张馨予                                            | de Beatmania IIDX 13: DistorteD                                                                                              |
| Canciones BOSS (2 en Total) |                                                   | |
| "KIMONO PRINCESS" (**) | jun                                               | de DDR X2 CS |
| "roppongi EVOLVED" (***) | TAG Underground                                   | Dividida en 4 versiones: - Versiones "A","B" y "C": de la serie DDR 2009 - Versión "D": Encore Extra Stage                   |
| Carpeta Replicant D-action (7 canciones)                                                                                              |                                                   | |
| "Pierce the Sky" (**) | JAKAZiD feat. K.N.                                | 1.ª en la serie |
| "Sakura Sunrise" (**) | Ryu☆                                              | 2.ª en la serie |
| "Shiny World" (**) | CAPACITY GATE                                     | 3.ª en la serie |
| "POSSESSION" (**) | TAG Underground                                   | 4.ª en la serie |
| "New Decade" ' (**) | Sota F.                                           | Tiene su versión larga en DDR II de Wii 5.ª en la serie                                                                      |
| "Anti-Matter" (**) | Orbit1 & Milo                                     | 6.ª en la serie |
| "Valkyrie dimension" (***) | Spriggan                                          | ENCORE EXTRA STAGE en la serie                                                                                               |
| Nuevamente revividas (9 en Total) Todas de BeForU                                                                                     |                                                   | |
| "♥LOVE²シュガ→♥" | dj TAKA feat. のりあ                              | de Pop'n Music 8 |
| "BREAK DOWN!" | BeForU                                            | de DDRMAX2 |
| "CANDY♥" | 小坂りゆ                                          | de DDRMAX2 |
| "LOVE♥SHINE" | 小坂りゆ                                          | de DDR EXTREME |
| "TEARS" | NAOKI underground feat. EK                        | de DDR EXTREME |
| "ヒマワリ" | RIYU from BeForU                                  | de GuitarFreaks 10th Mix y DrumMania 9th Mix Carpeta ubicada: DDR Supernova                                                  |
| "Under the Sky" | 南さやか(BeForU) with platoniX                    | de Beatmania IIDX 12: Happy Sky Carpeta ubicada: DDR Supernova                                                               |
| "Freedom" | BeForU                                            | de DDR Party Collection Carpeta ubicada: DDR Supernova                                                                       |
| "GRADUATION ～それぞれの明日～" | BeForU                                            | de DDR EXTREME |
| Retiradas de versiones anteriores (41 en total)                                                                                       |                                                   | |
| "HOW TO PLAY" | MC X                                              | de DDR X Motivo: innecesaria                                                                                                 |
| "Xmix1 (Midnight Dawn)" | dj jiggens                                        | de DDR X |
| "Xmix2 (Beats 'n Bangs)" | DJ Inhabit                                        | de DDR X |
| "Xmix3 (Stomp Dem Groove)" | DJ nagi                                           | de DDR X |
| "Xmix4 (Linear Momentum)" | dj jiggens                                        | de DDR X |
| "Xmix5 (Overcrush)" | DJ Inhabit                                        | de DDR X |
| "PARANOiA MAX~DIRTY MIX~in roulette (X-Special)"                                                                                      | 190                                               | de DDR X Motivo: Ruleta eliminada                                                                                            |
| "AIN'T NO MOUNTAIN HIGH ENOUGH" | SLOTH MUSIC PROJECT feat. MALAYA                  | de DDR SuperNOVA2 |
| "Burn Baby Burn" | SLOTH MUSIC PROJECT feat. ANDY L.                 | de DDR SuperNOVA2 |
| "COME CLEAN" | NM featuring Susan Z                              | de DDR SuperNOVA2 |
| "FAINT" | PEGASUS                                           | de DDR SuperNOVA2 |
| "ME AGAINST THE MUSIC" | HELEN                                             | de DDR SuperNOVA2 |
| "My Favorite Things" | SLOTH MUSIC PROJECT feat.ALISON WADE              | de DDR SuperNOVA2 |
| "SUNRISE (JASON NEVINS REMIX)" | DURAN DURAN                                       | de DDR SuperNOVA2 |
| "TWO MONTHS OFF" | TECHNO MASTERS                                    | de DDR SuperNOVA2 |
| "Unbelievable" | EMF                                               | de DDR SuperNOVA2 |
| "WAITING FOR TONIGHT" | P.A.T                                             | de DDR SuperNOVA2 |
| "SUNKiSS ♥ DROP (Solo versión de jun)"                                                                                                | jun with Alison                                   | de DDR SuperNOVA2 Motivo: debido a repetición, solo se queda la versión de Alison                                            |
| "A LOVE LIKE THIS" | PANDORA                                           | de DDR SuperNOVA |
| "CENTERFOLD (130BPM move it remix)"                                                                                                   | CAPTAIN JACK                                      | de DDR SuperNOVA Motivo: el autor dejó sitio para su X-edit.                                                                 |
| "DA CAPO" | ACE OF BASE                                       | de DDR SuperNOVA |
| "DOESN'T REALLY MATTER" | JANET JACKSON                                     | de DDR SuperNOVA |
| "DYNAMITE RAVE -super euro version-"                                                                                                  | NAOKI with Y&Co.                                  | de DDR SuperNOVA |
| "FEELS JUST LIKE IT SHOULD" | LH MUSIC CREATION                                 | de DDR SuperNOVA |
| "GIRL IN A DAYDREAM" | PANDORA                                           | de DDR SuperNOVA |
| "GIVE ME UP" | LH MUSIC CREATION                                 | de DDR SuperNOVA |
| "I'll Make Love To You" | LH MUSIC CREATION                                 | de DDR SuperNOVA |
| "JERK IT OUT" | CAESARS                                           | de DDR SuperNOVA |
| "LONG TRAIN RUNNIN'" | X-TREME                                           | de DDR SuperNOVA |
| "LOVE AT FIRST SIGHT (TwinMasterplan Mix)"                                                                                            | KYLIE MINOGUE                                     | de DDR SuperNOVA |
| "MODERN GIRL" | SHEENA EASTON                                     | de DDR SuperNOVA |
| "MR. DABADA (Groove Wonder remix)" | CARLOS JEAN                                       | de DDR SuperNOVA |
| "SURRENDER (YOUR LOVE)" | JAVINE                                            | de DDR SuperNOVA |
| "TOXIC (FT company Edit)" | HELEN                                             | de DDR SuperNOVA |
| "WHAT A WONDERFUL WORLD" | BEATBOX vs DJ MIKO                                | de DDR SuperNOVA |
| "WOOKIE WOOKIE" | MACHOMAN                                          | de DDR SuperNOVA |
| "DYNAMITE RAVE (Down Bird SOTA Mix)"                                                                                                  | NAOKI                                             | de DDR EXTREME |
| "DYNAMITE RAVE (B4ZA BEAT MIX)" | NAOKI                                             | de DDRMAX2 |
| "true... (radio edit)" | 小坂りゆ                                          | de DDRMAX |
| "true... (Trance Sunrise Mix)" | 小坂りゆ                                          | de DDRMAX |
| "END OF THE CENTURY" | NO. 9                                             | de DanceDanceRevolution 3rdMIX                                                                                               |

(*) La serie DDR 2009 consiste en la lista compartida de DDR X2 CS (PlayStation 2) y Dance Dance Revolution MUSIC FIT (para la Wii, renombrado a Hottest Party 3 a nivel mundial).
(**):Extra Stage
(***):Encore Extra
- Δ(delta)MAX: Esta canción al principio, parte de los 100 BPM, pero tras el primer paso tiende a acelerar su BPM. Sus pasos EXPERT es más difícil de seguir con el BPM aumentado a 400 o 500. El video muestra el BPM de la secuencia. Su velocidad final llega a 573 BPM, N.º que hace referencia a la empresa Konami.